# 54-та Премія мистецтв Пексан
54-та Церемонія Премії мистецтв Пексан (кор. 제54회 백상예술대상) — відбулася в Сеулі (Зала D, COEX) 3 травня 2018 року. Транслювалася на телеканалі jTBC. Ведучими були Сін Тон Йоп, Пе Сюзі та Пак Бо Гом.

## Номінанти та переможці
Повний список номінантів та переможців. Переможці виділені жирним шрифтом та подвійним хрестиком ().

### Кіно
| Тесан (Велика нагорода) - «1987: Коли настане день» (фільм) - «Таксист» (фільм) - Кім Юн Сок (актор) — «1987: Коли настане день», «Фортеця» - Сон Кан Хо (актор) — «Таксист» | Найкращий фільм - «Фортеця» - «1987: Коли настане день» - «Анархіст із колонії» - «Разом із богами: Два світи» - «Таксист» |
| Найкраща режисерська робота - Кім Йон Хва — «Разом із богами: Два світи» - Ян У Сок — «Сталевий дощ» - Чан Чун Хван — «1987: Коли настане день» - Чан Хун — «Таксист» - Хван Дон Хьок — «Фортеця»                                                                                                | Найкращий режисерський дебют - Кан Юн Сон — «Розбійники» - Мун Со Рі — «Акторка, що біжить» - Сін Джун — «Йон Сун» - Чо Хьон Хун — «Джейн» - Чон Ко Ун — «Мікрооселище» |
| Найкраща чоловіча роль - Кім Юн Сок — «1987: Коли настане день» як комісар Пак Чхо Вон - Ма Тон Сок — «Розбійники» як Ма Сок До - Соль Кьон Ґу — «Безжальний» як Че Хо - Сон Кан Хо — «Таксист» як Кан Ман Соп - Чон У Сон — «Сталевий дощ» як Ом Чхоль У                                        | Найкраща жіноча роль - На Мун Хі — «Я можу говорити» як На Ок Бун - Кім Ок Він — «Лиходійка» як Кім Сок Хі / Чхе Йон Су - Кім Тхе Рі — «Маленький ліс» як Сон Хє Вон - Сон Є Джін — «Бути з тобою» як Ім Су А - Чхве Хі Со — «Анархіст із колонії» як Фуміко Канеко                               |
| Найкраща чоловіча роль другого плану - Пак Хі Сун — «1987: Коли настане день» як лейтенант Чо Хан Ґьон - Кім Тон Ук — «Разом із богами: Два світи» як Кім Су Хон - Кім Хі Вон — «Безжальний» як Пьон Ґап - Чо У Джін — «Сталевий дощ» як Чхве Мьон Рок - Чін Сон Ґю — «Розбійники» як Ві Сон Рак | Найкраща жіноча роль другого плану - Лі Су Ґьон — «Серце почорніло» як Ім Мі Ра - Йом Хє Ран — «Я можу говорити» як жінка з Чінджу - Ісом — «Воїни світанку» як Ток І - Лі Ха Ні — «Серце почорніло» як Пак Ю На - Чон Хє Джін — «Безжальний» як Чхон Ін Сук                                      |
| Найкращий акторський дебют (чоловіки) - Ку Кьо Хван — «Джейн» як Джейн - Кім Сон Ґю — «Розбійники» як Ян Тхе - Кім Чун Хан — «Анархіст із колонії» як Датемас Кайсей - Лі Ка Соп — «Насіння насильства» як Чу Йон - Хо Сон Те — «Розбійники» як Вайпер                                           | Найкращий акторський дебют (жінки) - Чхве Хі Со — «Анархіст із колонії» як Фуміко Канеко - Нана — «Шахраї» як Чхун Джа - Лі Су Ґьон — «Йон Сун» як Йон Сун - Лі Чу Йон — «Джейн» як Чі Су - Чін Кі Джу — «Маленький ліс» як Чу Ин Сук                                                             |
| Найкращий сценарій - Кім Кьон Чхан — «1987: Коли настане день» - Кан Юн Сон — «Розбійники» - Ом Ю На — «Таксист» - Ян У Сок, Чон Ха Йон — «Сталевий дощ» - Хван Сон Ґу — «Анархіст із колонії»                                                                                                   | Технічна нагорода - Чін Чон Йон (візуальні ефекти) — «Разом із богами: Два світи» - Квон Кві Док (бойові мистецтва) — «Лиходійка» - Кім Сан Бом (монтаж) — «Безжальний» - Кім У Хьон (операторська робота) — «1987: Коли настане день» - Лі Ху Ґьон (робота артдиректора) — «Прикордонний острів» |

### Телебачення
| Тесан (Велика нагорода) - «Незнайомець» (серіал) (tvN) - Чо Син У (актор) — «Незнайомець» | |
| Найкращий серіал - «Мама» (tvN) - «Туманний» (JTBC) - «Незнайомець» (tvN) - «Боротьба за свій шлях» (KBS) - «Моє золоте життя»(KBS) | Найкраща режисерська робота - Кім Юн Чхоль — «Гідна леді» - Кім Чхоль Ґю — «Мама» - Мо Ван Іль — «Туманний» - Сін Вон Хо — «Навчальний посібник для в'язниць» - Ан Кіль Хо — «Незнайомець»                                                                                                   |
| Найкраща розважальна програма - «Пожити в будинку Хьорі» (JTBC) - «Я живу один» (MBC) - «Рибалка і місто» (Channel A) - «Вітаю, перший раз у Кореї?» (MBC) - «Кухня Юн 2» (tvN) | Найкраща освітня програма - «Спортивні дівчата-танцівниці» (KBS) - «Запитання без відповідей»(SBS) - «Я натуральна особа» (MBN) - «Паломництво» (KBS) - «Не має поганих собак у цьому світі» (EBS)                                                                                           |
| Найкраща чоловіча роль - Чо Син У — «Незнайомець» як Хван Сі Мок - Кім Сан Джун — «Повстанець» як А Мо Ґе - Пак Со Джун — «Боротьба за свій шлях» як Ко Дон Ман - Чан Хьок — «Квітка грошей» як Кан Пхіль Джу / Чан Ин Чхон / Чо Ін Хо - Чхон Хо Джін — «Моє золоте життя» як Со Те Су                                                  | Найкраща жіноча роль - Кім Нам Джу — «Туманний» як Ко Хє Ран - Кім Сон А — «Гідна леді» як Пак Пок Джа - Кім Хі Сон — «Гідна леді» як У А Джін - Сін Хє Сон — «Моє золоте життя» як Со Чі Ан - Лі Бо Йон — «Мама» як Кан Су Джін                                                             |
| Найкраща чоловіча роль другого плану - Пак Хо Сан — «Навчальний посібник для в'язниць» як Кан Чхоль Ду - Пон Тхе Ґю — «Повернення» як Кім Хак Бом - Ан Че Хон — «Боротьба за свій шлях» як Кім Чу Ман - Ю Че Мьон — «Незнайомець» як Лі Чхан Джун - Чон Сан Хун — «Гідна леді» як Ан Че Сок                                             | Найкраща жіноча роль другого плану - Є Чі Вон — «Може ми спершу поцілуємося?» як Лі Мі Ра - На Йон Хі — «Моє золоте життя» як Но Мьон Хі - Ла Мі Ран — «Соціальний клуб «Месники»» як Хон То Хі - Сон Ха Юн — «Боротьба за свій шлях» як Пек Соль Хі - Чон Хє Джін — «Туманний» як Со Ин Джу |
| Найкращий акторський дебют (чоловіки) - Ян Се Джон — «Любовна лихоманка» як Он Чон Сон / Хороший суп (ім'я користувача) - Кім Чон Хьон — «Школа 2017» як Хьон Тхе Ун / Студент X - Пак Хе Су — «Навчальний посібник для в'язниць» як Кім Че Хьок - У То Хван — «Врятуй мене» як Сок Тон Чхоль - Лі Кю Хьон — «Незнайомець» як Юн Се Вон | Найкращий акторський дебют (жінки) - Хо Юль — «Мама» як Кім Хє На / Кім Юн Бок - Кім Та Сом — «Гурт сестер» як Ян Даль Хі / Сера Пак - Кім Се Джон — «Школа 2017» як Ра Ин Хо - Со Ин Су — «Моє золоте життя» як Со Чі Су - Вон Чін А — «Просто між коханцями» як Ха Мун Су                  |
| Найкращий учасник розважальної програми - Со Чан Хун — «Знанні брати», «Одне ліжко, різні сни 2: Ти моя доля» - Квон Хьок Су — «Суботнього вечора в прямому ефірі: Корея» - Ю Пьон Дже — «Погляд, що все знає та заважає» - Лі Сан Мін — «Мій маленький старий хлопчик», «Знанні брати» - Чон Хьон Му — «Я живу один»                   | Найкраща учасниця розважальної програми - Сон Ин І — «Погляд, що все знає та заважає», «Пхаль Поль Рьо» - Кан Ю Мі — «Концерт жартів» - Кім Сук — «Відеозірка» - Пак На Ре — «Я живу один» - Лі Су Джі — «Концерт жартів»                                                                    |
| Найкращий сценарій - Лі Со Йон — «Незнайомець» - Пек Мі Ґьон — «Гідна леді» - Ім Сан Чхун — «Боротьба за свій шлях» - Чон По Хун — «Навчальний посібник для в'язниць» - Чан Со Ґьон — «Мама» | Технічна нагорода - Чхве Сон У (операторська робота) — «Піша подорож» - Пак Сон (операторська робота) — «Боротьба за свій шлях» - Юн Сан Юн (робота артдиректора) — «Кухня Юн 2» - Ім Хьон Ґі (музика) — «Король замаскованих співаків» - Чан Чон Ґьон (операторська робота) — «Туманний»    |

### Особливі нагороди
| Нагороди                                             | Отримувач |
| ---------------------------------------------------- | --------- |
| Нагорода за популярність (чоловіки) від Star Century | Чон Хе Ін |
| Нагорода за популярність (жінки) від Star Century    | Пе Сюзі   |
| Нагорода «Ікона Bazaar»                              | Нана      |